# Destiny (album)
A Destiny a Stratovarius nevű finn power metal együttes 7. nagylemeze.
1998-ban került a piacra, a rajta található összes számot (a bónusz számokat leszámítva) Timo Tolkki, az együttes gitárosa írta. A Visions után ez a Stratovarius második aranylemeze Finnországban.
Sok rajongó szerint a többi Strato albumhoz képest egy sokkal depressziósabb anyagról van szó. Ebben nagy mértékben közrejátszik Tolkki elhunyt édesapja, akinek az emlékére született az album.
A lemez Magyarországon is kapható.

## A lemez tartalma
- 1. Destiny – 10:16
- 2. S.O.S. – 4:16
- 3. No Turning Back – 4:22
- 4. 4000 Rainy Nights – 6:01
- 5. Rebel – 4:16
- 6. Years Go By – 5:15
- 7. Playing With Fire – 4:16
- 8. Venus in the Morning – 5:35
- 9. Anthem of the World – 9:32

### Bónusz számok
- Cold Winter Nights (Európa) – 5:13
- Dream With Me (Japán) – 5:13
- Blackout (Scorpions feldolgozás) (USA) – 4:08

## A zenekar felállása
- Timo Tolkki (gitár, háttérének)
- Timo Kotipelto (ének)
- Jens Johansson (billentyűk)
- Jari Kainulainen (basszusgitár)
- Jörg Michael (dobok)